# Національний парк Кінтріші
Національний парк Кінтріші (груз. კინტრიშის დაცული ლანდშაფტი) — охоронний ландшафт в муніципалітеті Кобулеті, Аджарія, Західна Грузія . Розташований в ущелині річки Кінтріші, він був заснований у 2007 році.
Захищені території Кінтріші включають національний парк Кінтріші та природний заповідник Кінтріші, який вперше був заснований у 1959 році.
Заповідні території Кінтріші були створені для збереження унікальної флори та фауни та знаменитих колхидських верб. Археологічні розкопки виявили на цій території дохристиянські пам’ятки.

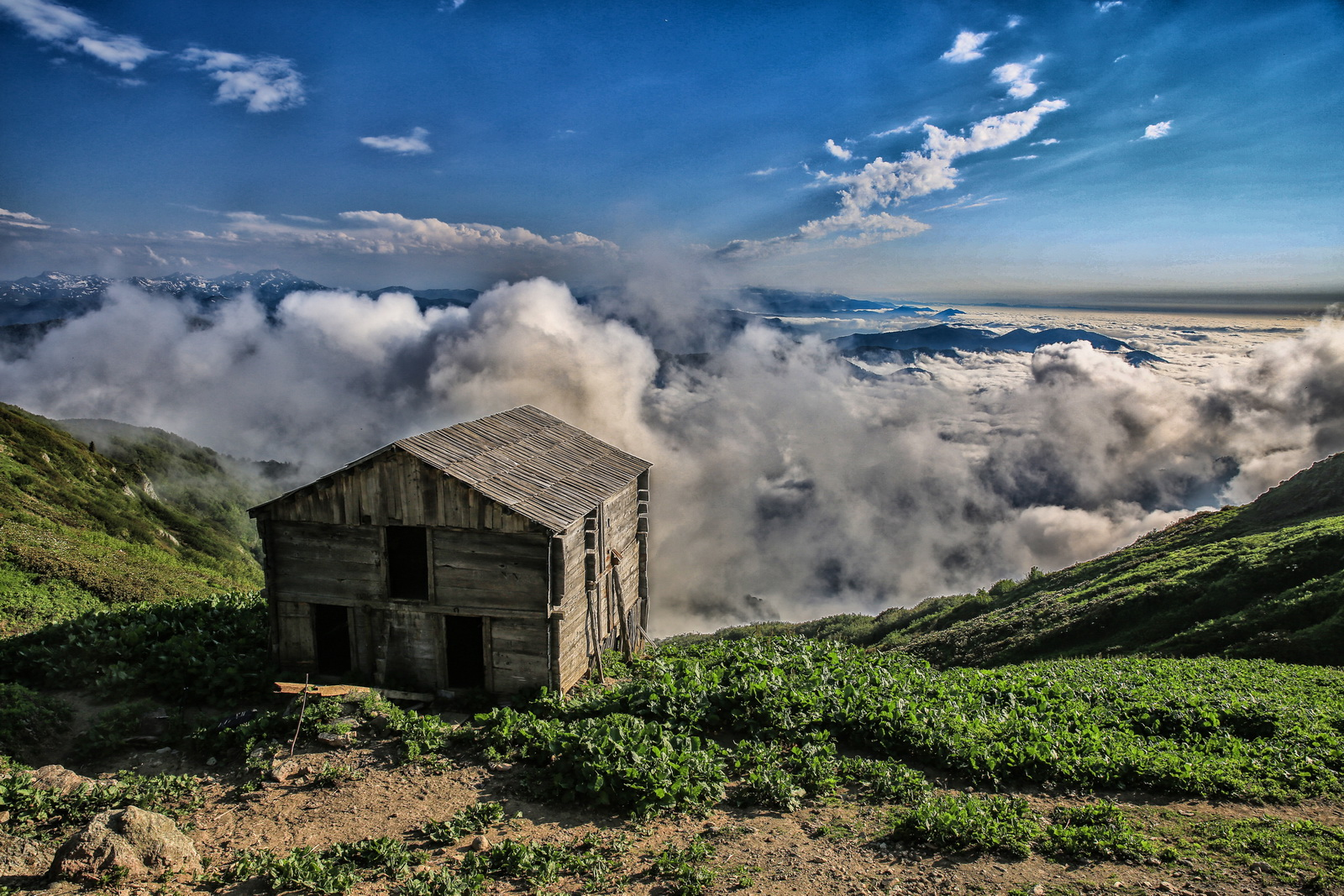
Вид із заповідної території Кінтріші